# Sandwich (condado de Barnstable)
Sandwich es un lugar designado por el censo ubicado en el condado de Barnstable en el estado estadounidense de Massachusetts. En el Censo de 2010 tenía una población de 2.962 habitantes y una densidad poblacional de 300,56 personas por km².

## Geografía
Sandwich se encuentra ubicado en las coordenadas 41°45′25″N 70°29′53″O / 41.75694, -70.49806. Según la Oficina del Censo de los Estados Unidos, Sandwich tiene una superficie total de 9.85 km², de la cual 9.37 km² corresponden a tierra firme y (4.89%) 0.48 km² es agua.

## Demografía
Según el censo de 2010, había 2.962 personas residiendo en Sandwich. La densidad de población era de 300,56 hab./km². De los 2.962 habitantes, Sandwich estaba compuesto por el 97.16% blancos, el 0.27% eran afroamericanos, el 0.03% eran amerindios, el 1.38% eran asiáticos, el 0.14% eran isleños del Pacífico, el 0.51% eran de otras razas y el 0.51% pertenecían a dos o más razas. Del total de la población el 0.81% eran hispanos o latinos de cualquier raza.

## Historia
Fundada en 1639, Sandwich es la ciudad más antigua de Cape Cod y una de las ciudades más antiguas de los Estados Unidos, poblada por inmigrantes europeos casi 150 años antes de la Revolución Americana.

## Lugares de Interés
El Monumento a los Soldados y Marineros: William Eaton, quien comenzó a trabajar en la fábrica de vidrio B&S a la edad de 8 años, donó un Monumento a la Guerra Civil de 30 pies a la gente de Sandwich.
Ayuntamiento de Sandwich: Construido entre 1833 y 1834. Todo el edificio fue restaurado a su antiguo esplendor en 2009 gracias a la iniciativa de numerosos ciudadanos y la Comisión Histórica.
Museo de la Hacienda Benjamín: La casa fue construida por Benjamín Nye, uno de los primeros cincuenta hombres que se asentaron en Sandwich. En la casa se construyó uno de los primeros molinos harineros del país en 1669.
Museo Wing Fort House: La casa más antigua de Nueva Inglaterra, propiedad de la misma familia y habitada ininterrumpidamente por ella durante más de tres siglos. Construida en 1641, esta casa se conocía tradicionalmente como la Casa del Fuerte por su posible uso como refugio contra los ataques indígenas.
Museo del Vidrio de Sandwich: promueve una amplia comprensión y apreciación de la historia de la ciudad de Sandwich, con especial énfasis en la contribución única de la industria del vidrio a la comunidad local y la región.
Casa del diácono Eldred: antigua casa del Museo Thornton Burgess en el histórico estanque Shawme, fue construida en 1756. 
Museo y Jardines del Patrimonio:  40 hectáreas de jardines y vistas al extremo superior del estanque Shawme.